# GT-MU
Le GT-MU (ГТ-МУ en russe) est un véhicule à chenilles tout-terrain, légèrement blindé et flottant, développé par l'Union soviétique. Le véhicule a été développé dans l'usine Gorkovsky Avtomobilny Zavod et constitue un développement ultérieur du GT-SM (véhicule) (ru). Le véhicule était principalement utilisé par les forces aéroportées comme véhicule blindé de transport de troupes. Un exemplaire est visible au musée des blindés de Saumur.

## Développement
Le GT-MU est dérivé du GT-SM qui est quant à lui non-blindé et développait par l'usine automobile de Gorki (actuel Nijni Novgorod). Le but étant d'équipé les troupes aéroportés d'un petit véhicules légèrement blindé ayant une capacité tout terrains. Les essaie d'état on lieux en 1973 et en 1974, la production en série commence l'usine de tracteur de Zavoljye (Zavolzhsky Caterpillar Tractor Factory (ru)).

## Architecture
Le chassis du véhicule est soudé à partir d'acier blindé d'une épaisseur de six millimètres. Le blindage protège l'équipage des armes légères et des éclats d'obus. La coque fermée de tous côtés, est divisée en plusieurs compartiments séparés par des cloisons. Le conducteur et le commandant trouvent leur place à l'avant du véhicule. Les deux peuvent observer le terrain devant eux à travers de grandes fenêtres d'observation, qui peuvent être fermées avec des plaques de blindage si nécessaire, puis l'observation s'effectue via le périscope. Le compartiment moteur suit immédiatement, suivi du compartiment de transport, qui peut accueillir de six à dix soldats ou une charge utile. L'accès au véhicule se fait par deux trappes dans la paroi arrière du compartiment de combat et pour le conducteur et le commandant par des trappes sur la coque.
Le moteur utilisé à l'origine était le moteur à carburateur quatre cylindres GAS-73, également utilisé dans la GT-SM. Il développe une puissance de 113 ch. Dans la version GT-MU-1D (ГТ-МУ-1Д), un nouveau moteur diesel suralimenté refroidi par air est installé, le GAS-5441.10. Ce dernier a une puissance de 173 HP. La boîte de vitesses comporte quatre vitesses avant et une vitesse arrière.
La chenille comporte cinq gros rouleaux de chaque côté, qui sont équipés de ressorts et de barres de torsion. Le dernier rouleau de chaque côté sert à tendre la chaîne. La roue motrice est à l'avant. La déflexion du ressort de tous les rouleaux est limitée par des tampons en caoutchouc, le premier et le dernier rouleau sont en outre limités par des amortisseurs télescopiques internes. Dans l'eau, le GT-MU est propulsé par ses chenilles.

## Versions et dérivés
Le GT-MU sert de base pour un certain nombre de systèmes militaires.
- GT-MU 1 (GAZ-73/GAZ-3402) : Version de base avec un moteur essence de 123ch.
- GT-MU 1D (GAZ-73/GAZ-34025) : Version avec un moteur diesel suralimenté dé 173ch.
- GT-MU KShM (GAZ-34025) : Véhicule de commandement et d'état-major
- GT-MU RH (GAZ-73/GAZ-3402) : Véhicule de reconnaissance chimique
- GT-MU RHB (GAZ-73/GAZ-3402) : Véhicule de reconnaissance chimique
- RHM-2 (GAZ-34025) : Véhicule de reconnaissance chimique et bactériologique
- Le RHM-2S (GAZ-73/GAZ-3402) : Véhicule de reconnaissance chimique et bactériologique. Avec les appareils VPKhR, PPKhR, GSA-12 (reconnaissance chimique), PRHR (chimique et radiologique), DP-3B et DP-5V (radiologique), ASP (biologique)
- SPR-1 : Le SPR-1 (1L21/1) est une station radio de brouillage des détonateurs. La station émet des ondes ciblés pour faire exploser prématurément les projectiles et les obus équipé de fusée de proximité.

## Opérateurs

### Opérateurs actuels
- Moldavie
- Transnistrie : de nombreux exemplaire en service, certain armée de SPG-9
- Ukraine. Un GT-MU convertie en transport de troupe capturé par les séparatistes russes durant l'invasion russe de 2022[1],[2].

### Anciens opérateurs
- Azerbaïdjan
- Allemagne de l'Est : Trois SPR-1 devait équipé chaque division de la NVA, mais les réformes n'ont peux être mener a terme en raison de la réunification, seulement deux exemplaire en service en 1989[3].
- Union soviétique : Aérolargable et opéré depuis des An-12 et Il-76, transféré au états successeurs